# Thymoites gertrudae
Thymoites gertrudae là một loài nhện trong họ Theridiidae.
Loài này thuộc chi Thymoites. Thymoites gertrudae được miêu tả năm 1990 bởi Müller & Heimer.